# Championnat du monde junior de rugby à XV 2008
Navigation
Championnat du monde 2006 Championnat du monde 2009
Le Championnat du monde junior de rugby à XV 2008 se déroule au pays de Galles du 6 juin au 22 juin 2008 et voit la victoire de la Nouvelle-Zélande.
Pour la première fois, ce sont seize équipes qui participent au Championnat du monde junior, en lieu et place des Championnats du monde des moins de 19 ans et des moins de 21 ans. Les Néo-Zélandais, dont la plupart des joueurs ont été vainqueurs l'année précédente du Championnat du monde des moins de 19 ans, la remportent en battant tous leurs adversaires d'au moins 25 points et en n'encaissant qu'un seul essai en cinq matchs. Ils dominent notamment les Anglais en finale sur le score de 38 à 3.
Les États-Unis terminent derniers de la compétition et sont relégués en Trophée mondial à partir de l'édition 2009 (en).

## Équipes participantes et poules
Les équipes participantes, réparties dans quatre poules, sont les suivantes :
| Poule A              | Poule B            | Poule C        | Poule D            |
| -------------------- | ------------------ | -------------- | ------------------ |
| Argentine -20        | Afrique du Sud -20 | Angleterre -20 | France -20         |
| Irlande -20          | Écosse -20         | Australie -20  | Pays de Galles -20 |
| Nouvelle-Zélande -20 | États-Unis -20     | Canada -20     | Italie -20         |
| Tonga -20            | Samoa -20          | Fidji -20      | Japon -20          |

## Stades
La compétition est organisée au pays de Galles. Les stades retenus sont les suivants :

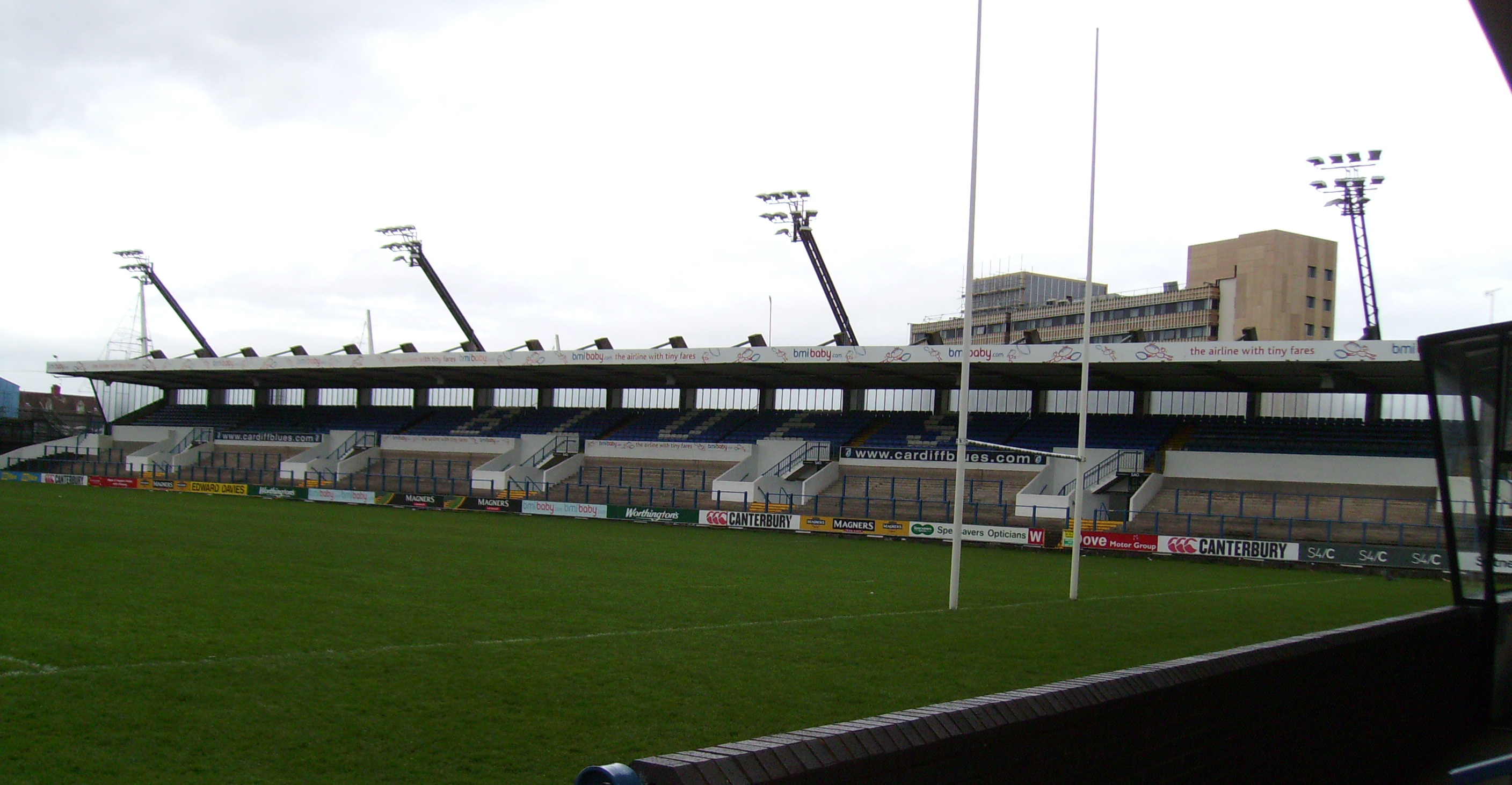
Cardiff Arms Park

| Ville   | Stade             | Capacité           |
| ------- | ----------------- | ------------------ |
| Cardiff | Cardiff Arms Park | 13 500 spectateurs |
| Newport | Rodney Parade     | 11 700 spectateurs |
| Swansea | Liberty Stadium   | 20 532 spectateurs |
| Wrexham | Racecourse Ground | 15 500 spectateurs |

## Résultats

### Phase de poules

#### Poule A
| Rang | Pays                 | J | V | N | D | Bo | Bd | Pm  | Pe  | Diff | Pts |
| ---- | -------------------- | - | - | - | - | -- | -- | --- | --- | ---- | --- |
| 1    | Nouvelle-Zélande -20 | 3 | 3 | 0 | 0 | 3  | 0  | 173 | 19  | +154 | 15  |
| 2    | Argentine -20        | 3 | 2 | 0 | 1 | 1  | 0  | 47  | 79  | -32  | 9   |
| 3    | Irlande -20          | 3 | 1 | 0 | 2 | 1  | 0  | 64  | 109 | -45  | 5   |
| 4    | Tonga -20            | 3 | 0 | 0 | 3 | 0  | 0  | 46  | 123 | -77  | 0   |

| J1 6 juin 2008 | (bo) Nouvelle-Zélande -20 | 48 - 9 (10 - 9) | Tonga -20                            | Cardiff Arms Park, Cardiff Arbitre : James Bolabiu (en) |
| J1 6 juin 2008 | Essai(s) : 7 Hill (15e, 44e), Saili (50e), Willison (57e), Guildford (63e), Fa'anunu (66e), Taylor (en) (78e) Transformation(s) : 5 Kirkpatrick (16e, 58e), Renata (en) (64e, 67e, 79e) Pénalité(s) : 1 Kirkpatrick (40e) | Rapport         | Pénalité(s) : 3 Toke (1re, 31e, 35e) | Cardiff Arms Park, Cardiff Arbitre : James Bolabiu (en) |
| J1 6 juin 2008 | | Rapport         |                                      | Cardiff Arms Park, Cardiff Arbitre : James Bolabiu (en) |

| J1 6 juin 2008 | Argentine -20 | 17 - 9 (10 - 3) | Irlande -20                                                                | Cardiff Arms Park, Cardiff Arbitre : Tim Hayes |
| J1 6 juin 2008 | Essai(s) : 2 Palma (20e), Estelles (en) (71e) Transformation(s) : 2 Madero (en) (21e, 72e) Pénalité(s) : 1 Madero (9e) Carton(s) jaune(s) : 2 Lofiego (26e), Ahualli de Chazal (46e) | Rapport         | Pénalité(s) : 3 Dufficy (12e, 42e, 51e) Carton(s) jaune(s) : 1 Essex (49e) | Cardiff Arms Park, Cardiff Arbitre : Tim Hayes |
| J1 6 juin 2008 | | Rapport         |                                                                            | Cardiff Arms Park, Cardiff Arbitre : Tim Hayes |

| J2 10 juin 2008 | (bo) Argentine -20 | 30 - 10 (18 - 10) | Tonga -20 | Cardiff Arms Park, Cardiff Arbitre : Andrew Small (en) |
| J2 10 juin 2008 | Essai(s) : 4 Agulla (15e), Landajo (32e), Estelles (en) (60e), Madero (en) (79e) Transformation(s) : 2 Madero (33e, 61e) Pénalité(s) : 1 Madero (7e) Drop(s) : 1 Madero (38e) | Rapport           | Essai(s) : 1 Vea (24e) Transformation(s) : 1 Toke (25e) Pénalité(s) : 1 Toke (40e) Carton(s) jaune(s) : 1 Latu (62e) | Cardiff Arms Park, Cardiff Arbitre : Andrew Small (en) |
| J2 10 juin 2008 | | Rapport           | | Cardiff Arms Park, Cardiff Arbitre : Andrew Small (en) |

| J2 10 juin 2008 | (bo) Nouvelle-Zélande -20 | 65 - 10 (34 - 3) | Irlande -20                                                                                   | Cardiff Arms Park, Cardiff Arbitre : James Leckie (en) |
| J2 10 juin 2008 | Essai(s) : 9 Poki (en) (13e, 49e), MacDonald (en) (24e), Braid (27e), Maitland (34e), Hart (en) (52e), Taylor (en) (69e, 73e, 80e) Transformation(s) : 7 Renata (en) (14e, 25e, 28e, 35e, 53e), Kirkpatrick (70e, 80e+1) Pénalité(s) : 2 Renata (9e, 22e) | Rapport          | Essai(s) : 1 Mallon (65e) Transformation(s) : 1 Porter (en) (66e) Pénalité(s) : 1 Porter (7e) | Cardiff Arms Park, Cardiff Arbitre : James Leckie (en) |
| J2 10 juin 2008 | | Rapport          |                                                                                               | Cardiff Arms Park, Cardiff Arbitre : James Leckie (en) |

| J3 14 juin 2008 | (bo) Irlande -20 | 45 - 27 (10 - 17) | Tonga -20 | Cardiff Arms Park, Cardiff Arbitre : Philip Bosch |
| J3 14 juin 2008 | Essai(s) : 5 Cochrane (14e, 56e), Morris (en) (53e, 61e), Archer (79e) Transformation(s) : 4 Porter (en) (15e, 54e, 57e, 79e) Pénalité(s) : 4 Porter (29e, 42e, 45e, 73e) | Rapport           | Essai(s) : 2 Malupo (en) (34e), Sete (80e+3) Transformation(s) : 1 Toke (80e+4) Pénalité(s) : 5 Toke (5e, 9e, 37e, 40e+1, 47e) | Cardiff Arms Park, Cardiff Arbitre : Philip Bosch |
| J3 14 juin 2008 | | Rapport           | | Cardiff Arms Park, Cardiff Arbitre : Philip Bosch |

| J3 14 juin 2008 | (bo) Nouvelle-Zélande -20 | 60 - 0 (15 - 0) | Argentine -20 | Cardiff Arms Park, Cardiff Arbitre : James Jones |
| J3 14 juin 2008 | Essai(s) : 9 Hill (22e, 70e), Whitelock (31e), Kirkpatrick (45e), Maitland (55e, 61e), Guildford (68e), Poki (en) (79e, 80e+1) Transformation(s) : 6 Renata (en) (23e, 56e, 62e, 69e, 71e, 80e+2) Pénalité(s) : 1 Renata (36e) Carton(s) jaune(s) : 1 Townsend (59e) | Rapport         |               | Cardiff Arms Park, Cardiff Arbitre : James Jones |
| J3 14 juin 2008 | | Rapport         |               | Cardiff Arms Park, Cardiff Arbitre : James Jones |

#### Poule B
| Rang | Pays               | J | V | N | D | Bo | Bd | Pm  | Pe  | Diff | Pts |
| ---- | ------------------ | - | - | - | - | -- | -- | --- | --- | ---- | --- |
| 1    | Afrique du Sud -20 | 3 | 3 | 0 | 0 | 2  | 0  | 164 | 28  | +136 | 14  |
| 2    | Samoa -20          | 3 | 2 | 0 | 1 | 0  | 1  | 60  | 39  | +21  | 9   |
| 3    | Écosse -20         | 3 | 1 | 0 | 2 | 1  | 0  | 61  | 115 | -54  | 5   |
| 4    | États-Unis -20     | 3 | 0 | 0 | 3 | 0  | 0  | 38  | 169 | -131 | 0   |

| J1 6 juin 2008 | (bo) Afrique du Sud -20 | 108 - 18 (42 - 18) | États-Unis -20 | Racecourse Ground, Wrexham Arbitre : Taizo Hirabayashi |
| J1 6 juin 2008 | Essai(s) : 16 Watermeyer (en) (4e, 49e, 76e), Marole (7e), Janse van Vuuren (15e, 28e, 54e), S. Ebersohn (en) (21e), van Velze (en) (40e+5, 44e), Mapoe (47e), Nhlapo (en) (58e), Willis (en) (60e), Brummer (en) (69e, 71e), R. Ebersohn (80e+2) Transformation(s) : 14 S. Ebersohn (5e, 8e, 16e, 22e, 29e, 40e+6, 45e, 48e, 50e, 55e), Brummer (61e, 70e, 77e, 80e+3) Carton(s) jaune(s) : 1 Nhlapo (38e) | Rapport            | Essai(s) : 2 Pittman (en) (32e), Johnston (39e) Transformation(s) : 1 Treacy (33e) Pénalité(s) : 2 Treacy (12e, 38e) | Racecourse Ground, Wrexham Arbitre : Taizo Hirabayashi |
| J1 6 juin 2008 | | Rapport            | | Racecourse Ground, Wrexham Arbitre : Taizo Hirabayashi |

| J1 6 juin 2008 | Samoa -20 | 29 - 17 (9 - 10) | Écosse -20 | Racecourse Ground, Wrexham Arbitre : James Jones |
| J1 6 juin 2008 | Essai(s) : 3 Tuilagi (54e), Aiono (67e), Tupou (en) (80e+5) Transformation(s) : 1 Sefo (68e) Pénalité(s) : 3 Sefo (33e, 40e, 55e) Drop(s) : 1 Tupou (7e) Carton(s) jaune(s) : 1 Timoteo (en) (27e) | Rapport          | Essai(s) : 2 Jackson (35e), Jones (75e) Transformation(s) : 2 McColl (en) (36e, 76e) Pénalité(s) : 1 McColl (28e) | Racecourse Ground, Wrexham Arbitre : James Jones |
| J1 6 juin 2008 | | Rapport          | | Racecourse Ground, Wrexham Arbitre : James Jones |

| J2 10 juin 2008 | Samoa -20 | 20 - 6 (7 - 6) | États-Unis -20                                                             | Racecourse Ground, Wrexham Arbitre : Philip Bosch |
| J2 10 juin 2008 | Essai(s) : 3 Asi (32e), Tupou (en) (54e), Tuilagi (60e) Transformation(s) : 1 Sefo (33e) Pénalité(s) : 1 Sefo (43e) Carton(s) jaune(s) : 1 Tavita (39e) | Rapport        | Pénalité(s) : 2 Treacy (15e, 21e) Carton(s) jaune(s) : 1 Murphy (en) (38e) | Racecourse Ground, Wrexham Arbitre : Philip Bosch |
| J2 10 juin 2008 | | Rapport        |                                                                            | Racecourse Ground, Wrexham Arbitre : Philip Bosch |

| J2 10 juin 2008 | (bo) Afrique du Sud -20 | 72 - 3 (32 - 3) | Écosse -20                                                         | Racecourse Ground, Wrexham Arbitre : Chris Pollock |
| J2 10 juin 2008 | Essai(s) : 10 van Deventer (pl) (17e, 73e), Mapoe (23e, 40e+3), Dippenaar (en) (27e), Muller (en) (44e), Pietersen (48e, 67e), Janse van Vuuren (70e), Seabela (75e) Transformation(s) : 8 Brummer (en) (18e, 24e, 28e, 45e, 49e, 71e, 74e, 76e) Pénalité(s) : 1 Brummer (12e) Drop(s) : 1 Brummer (6e) | Rapport         | Pénalité(s) : 1 Murray (25e) Carton(s) jaune(s) : 1 Stafford (73e) | Racecourse Ground, Wrexham Arbitre : Chris Pollock |
| J2 10 juin 2008 | | Rapport         |                                                                    | Racecourse Ground, Wrexham Arbitre : Chris Pollock |

| J3 14 juin 2008 | (bo) Écosse -20 | 41 - 14 (12 - 6) | États-Unis -20                                                                  | Racecourse Ground, Wrexham Arbitre : Tim Hayes |
| J3 14 juin 2008 | Essai(s) : 6 Kinloch (en) (10e, 80e+2), Strain (en) (15e), McColl (en) (45e), Loudon (55e), Duncan (71e) Transformation(s) : 4 McColl (11e, 46e, 56e, 72e) Pénalité(s) : 1 McColl (43e) Carton(s) jaune(s) : 1 Morton (58e) | Rapport          | Essai(s) : 1 Mokate (en) (63e) Pénalité(s) : 3 Treacy (18e, 48e), Roberts (28e) | Racecourse Ground, Wrexham Arbitre : Tim Hayes |
| J3 14 juin 2008 | | Rapport          |                                                                                 | Racecourse Ground, Wrexham Arbitre : Tim Hayes |

| J3 14 juin 2008 | Afrique du Sud -20 | 16 - 11 (11 - 11) | Samoa -20 (bd)                                                                                            | Racecourse Ground, Wrexham Arbitre : James Bolabiu (en) |
| J3 14 juin 2008 | Essai(s) : 2 Marole (25e), Watermeyer (en) (78e) Pénalité(s) : 2 Brummer (en) (18e, 40e+1) Carton(s) jaune(s) : 1 R. Ebersohn (80e+3) | Rapport           | Essai(s) : 1 Masoe (10e) Pénalité(s) : 2 Sefo (6e, 21e) Carton(s) jaune(s) : 2 Aiono (12e), Tuilagi (75e) | Racecourse Ground, Wrexham Arbitre : James Bolabiu (en) |
| J3 14 juin 2008 | | Rapport           | | Racecourse Ground, Wrexham Arbitre : James Bolabiu (en) |

#### Poule C
| Rang | Pays           | J | V | N | D | Bo | Bd | Pm  | Pe  | Diff | Pts |
| ---- | -------------- | - | - | - | - | -- | -- | --- | --- | ---- | --- |
| 1    | Angleterre -20 | 3 | 3 | 0 | 0 | 2  | 0  | 119 | 48  | +71  | 14  |
| 2    | Australie -20  | 3 | 2 | 0 | 1 | 2  | 1  | 147 | 47  | +100 | 11  |
| 3    | Canada -20     | 3 | 1 | 0 | 2 | 0  | 0  | 47  | 151 | -104 | 4   |
| 4    | Fidji -20      | 3 | 0 | 0 | 3 | 0  | 1  | 44  | 111 | -67  | 1   |

| J1 6 juin 2008 | (bo) Australie -20 | 81 - 12 (45 - 5) | Canada -20 | Rodney Parade, Newport Arbitre : Philip Bosch |
| J1 6 juin 2008 | Essai(s) : 13 Pocock (4e), McCalman (7e, 42e), Horne (11e), Hanson (20e), Haylett-Petty (28e, 40e+3, 70e, 79e), Nadolo (38e, 49e), Sovala Futi (68e, 77e) Transformation(s) : 8 Cooper (5e, 8e, 12e, 20e, 39e), Su'a (en) (50e, 78e, 80e) | Rapport          | Essai(s) : 2 Evans (33e), White (en) (52e) Transformation(s) : 1 Hirayama (53e) Carton(s) jaune(s) : 1 Selby (80e+7) | Rodney Parade, Newport Arbitre : Philip Bosch |
| J1 6 juin 2008 | | Rapport          | | Rodney Parade, Newport Arbitre : Philip Bosch |

| J1 6 juin 2008 | (bo) Angleterre -20 | 41 - 17 (41 - 0) | Fidji -20                                                                                                   | Rodney Parade, Newport Arbitre : Peter Fitzgibbon (en) |
| J1 6 juin 2008 | Essai(s) : 6 Benjamin (en) (8e, 27e), Cato (en) (13e), Goode (22e), Stegmann (33e), Turner-Hall (36e) Transformation(s) : 4 Goode (9e, 23e, 34e, 38e) Pénalité(s) : 1 Goode (19e) Carton(s) jaune(s) : 1 Gray (75e) | Rapport          | Essai(s) : 3 Rokodiva (64e), Kotobalavu (68e), Saukuru (en) (79e) Transformation(s) : 1 Rokobaro (en) (65e) | Rodney Parade, Newport Arbitre : Peter Fitzgibbon (en) |
| J1 6 juin 2008 | | Rapport          | | Rodney Parade, Newport Arbitre : Peter Fitzgibbon (en) |

| J2 10 juin 2008 | (bo) Angleterre -20 | 60 - 18 (48 - 3) | Canada -20 | Rodney Parade, Newport Arbitre : Taizo Hirabayashi |
| J2 10 juin 2008 | Essai(s) : 9 Fisher (en) (5e), Cox (en) (15e), Odejobi (en) (27e), Miller (31e), Youngs (34e, 55e), Eves (en) (36e), Ellis (en) (39e), Cato (en) (79e) Transformation(s) : 6 Miller (5e, 16e, 32e, 35e, 40e+1, 80e) Pénalité(s) : 1 Miller (18e) | Rapport          | Essai(s) : 2 White (en) (74e), de Goede (en) (80e+1) Transformation(s) : 1 Hirayama (80e+2) Pénalité(s) : 2 Hirayama (52e) | Rodney Parade, Newport Arbitre : Taizo Hirabayashi |
| J2 10 juin 2008 | | Rapport          | | Rodney Parade, Newport Arbitre : Taizo Hirabayashi |

| J2 10 juin 2008 | (bo) Australie -20 | 53 - 17 (36 - 10) | Fidji -20 | Rodney Parade, Newport Arbitre : James Jones |
| J2 10 juin 2008 | Essai(s) : 9 Sovala Futi (4e, 14e), Pocock (23e), Connor (28e, 48e), Betham (33e), Lam (40e+2), Genia (50e), de pénalité (72e) Transformation(s) : 4 Cooper (15e, 29e, 40e+3), Kellam (73e) | Rapport           | Essai(s) : 2 Umu (18e), Stewart (en) (64e) Transformation(s) : 2 Malai (19e, 65e) Pénalité(s) : 1 Malai (7e) Carton(s) jaune(s) : 1 Kotobalavu (9e) | Rodney Parade, Newport Arbitre : James Jones |
| J2 10 juin 2008 | | Rapport           | | Rodney Parade, Newport Arbitre : James Jones |

| J3 14 juin 2008 | (bd) Fidji -20                                                                        | 10 - 17 (5 - 14) | Canada -20                                                                                               | Rodney Parade, Newport Arbitre : Chris Pollock |
| J3 14 juin 2008 | Essai(s) : 2 Vakaloloma (29e), Vunisa (77e) Carton(s) rouge(s) : 1 Stewart (en) (70e) | Rapport          | Essai(s) : 1 Selby (24e) Pénalité(s) : 4 Hirayama (2e, 22e, 32e, 72e) Carton(s) jaune(s) : 1 Manly (45e) | Rodney Parade, Newport Arbitre : Chris Pollock |
| J3 14 juin 2008 |                                                                                       | Rapport          | | Rodney Parade, Newport Arbitre : Chris Pollock |

| J3 14 juin 2008 | (bd) Australie -20 | 13 - 18 (6 - 11) | Angleterre -20 | Rodney Parade, Newport Arbitre : Romain Poite |
| J3 14 juin 2008 | Essai(s) : 1 Nadolo (58e) Transformation(s) : 1 Cooper (59e) Pénalité(s) : 2 Cooper (18e, 23e) Carton(s) jaune(s) : 1 Coridas (en) (68e) | Rapport          | Essai(s) : 2 Benjamin (en) (14e, 78e) Transformation(s) : 1 Goode (79e) Pénalité(s) : 2 Goode (21e, 40e+2) Carton(s) jaune(s) : 1 Ellis (en) (56e) | Rodney Parade, Newport Arbitre : Romain Poite |
| J3 14 juin 2008 | | Rapport          | | Rodney Parade, Newport Arbitre : Romain Poite |

#### Poule D
| Rang | Pays               | J | V | N | D | Bo | Bd | Pm  | Pe  | Diff | Pts |
| ---- | ------------------ | - | - | - | - | -- | -- | --- | --- | ---- | --- |
| 1    | Pays de Galles -20 | 3 | 3 | 0 | 0 | 2  | 0  | 85  | 39  | +46  | 14  |
| 2    | France -20         | 3 | 2 | 0 | 1 | 2  | 1  | 104 | 54  | +50  | 11  |
| 3    | Italie -20         | 3 | 1 | 0 | 2 | 0  | 0  | 48  | 81  | -33  | 4   |
| 4    | Japon -20          | 3 | 0 | 0 | 3 | 0  | 1  | 47  | 110 | -63  | 1   |

| J1 6 juin 2008 | (bo) France -20 | 53 - 17 (24 - 12) | Japon -20                                                                    | Liberty Stadium, Swansea Arbitre : Andrew Small (en) |
| J1 6 juin 2008 | Essai(s) : 8 Namy (1re), Fall (7e, 46e), Lakafia (38e, 43e, 57e), Chavancy (70e), Lacrampe (78e) Transformation(s) : 5 Belie (2e, 8e, 39e, 44e, 71e) Pénalité(s) : 1 Belie (25e) | Rapport           | Essai(s) : 3 Arita (en) (12e, 20e, 63e) Transformation(s) : 1 Yamanaka (21e) | Liberty Stadium, Swansea Arbitre : Andrew Small (en) |
| J1 6 juin 2008 | | Rapport           |                                                                              | Liberty Stadium, Swansea Arbitre : Andrew Small (en) |

| J1 6 juin 2008 | (bo) Pays de Galles -20 | 29 - 10 (12 - 3) | Italie -20 | Liberty Stadium, Swansea Arbitre : Romain Poite |
| J1 6 juin 2008 | Essai(s) : 4 Warburton (13e), Davies (32e), Owen (en) (68e), Biggar (70e) Transformation(s) : 3 Biggar (14e, 69e), Halfpenny (71e) Pénalité(s) : 1 Biggar (47e) | Rapport          | Essai(s) : 1 Bacchetti (43e) Transformation(s) : 1 Bocchino (44e) Pénalité(s) : 1 Bocchino (35e) Carton(s) jaune(s) : 1 Bacchetti (80e+2) | Liberty Stadium, Swansea Arbitre : Romain Poite |
| J1 6 juin 2008 | | Rapport          | | Liberty Stadium, Swansea Arbitre : Romain Poite |

| J2 10 juin 2008 | (bo) France -20 | 32 - 14 (22 - 9) | Italie -20 | Liberty Stadium, Swansea Arbitre : Tim Hayes |
| J2 10 juin 2008 | Essai(s) : 4 Camara (2e), Lacrampe (15e), Madaule (39e, 50e) Transformation(s) : 3 Dumoulin (3e, 16e), Belie (51e) Pénalité(s) : 2 Dumoulin (13e), Belie (74e) Carton(s) jaune(s) : 1 Madaule (52e) Carton(s) rouge(s) : 1 Bastareaud (71e) | Rapport          | Essai(s) : 1 Pratichetti (61e) Pénalité(s) : 3 Bocchino (6e, 29e, 40e+4) Carton(s) jaune(s) : 1 Massaro (79e) | Liberty Stadium, Swansea Arbitre : Tim Hayes |
| J2 10 juin 2008 | | Rapport          | | Liberty Stadium, Swansea Arbitre : Tim Hayes |

| J2 10 juin 2008 | (bo) Pays de Galles -20 | 33 - 10 (26 - 0) | Japon -20                                                                  | Liberty Stadium, Swansea Arbitre : Peter Fitzgibbon (en) |
| J2 10 juin 2008 | Essai(s) : 5 Tovey (en) (11e), Rees (32e, 74e), Ford (en) (38e), Halfpenny (40e+2) Transformation(s) : 4 Halfpenny (33e, 39e, 40e+3, 75e) Carton(s) jaune(s) : 2 Warburton (54e), Hobbs (en) (63e) | Rapport          | Essai(s) : 2 Havea (51e), Mikami (65e) Carton(s) jaune(s) : 1 Nakada (69e) | Liberty Stadium, Swansea Arbitre : Peter Fitzgibbon (en) |
| J2 10 juin 2008 | | Rapport          |                                                                            | Liberty Stadium, Swansea Arbitre : Peter Fitzgibbon (en) |

| J3 14 juin 2008 | (bd) Japon -20 | 20 - 24 (17 - 11) | Italie -20 | Liberty Stadium, Swansea Arbitre : Andrew Small (en) |
| J3 14 juin 2008 | Essai(s) : 2 Leitch (20e), de pénalité (38e) Transformation(s) : 2 Oshima (21e, 39e) Pénalité(s) : 2 Oshima (25e, 57e) Carton(s) jaune(s) : 2 Arita (en) (60e), Yamazaki (69e) | Rapport           | Essai(s) : 2 Rotella (10e), Ravalle (71e) Transformation(s) : 1 Bocchino (72e) Pénalité(s) : 4 Bocchino (7e, 28e, 61e, 80e) Carton(s) jaune(s) : 1 de Marchi (24e) | Liberty Stadium, Swansea Arbitre : Andrew Small (en) |
| J3 14 juin 2008 | | Rapport           | | Liberty Stadium, Swansea Arbitre : Andrew Small (en) |

| J3 14 juin 2008 | Pays de Galles -20 | 23 - 19 (9 - 9) | France -20 (bd) | Liberty Stadium, Swansea Arbitre : James Leckie (en) |
| J3 14 juin 2008 | Essai(s) : 2 de pénalité (78e), Halfpenny (80e+8) Transformation(s) : 2 Halfpenny (79e, 80e+9) Pénalité(s) : 3 Halfpenny (11e, 15e, 40e+5) Carton(s) jaune(s) : 1 Pugh (46e) | Rapport         | Essai(s) : 1 Fall (47e) Transformation(s) : 1 Belie (48e) Pénalité(s) : 3 Belie (18e, 22e, 68e) Drop(s) : 1 Belie (31e) Carton(s) jaune(s) : 2 Jaulhac (8e), Maestri (77e) | Liberty Stadium, Swansea Arbitre : James Leckie (en) |
| J3 14 juin 2008 | | Rapport         | | Liberty Stadium, Swansea Arbitre : James Leckie (en) |

### Phase finale

#### Classement 13 à 16
|  | Tour de classement                   | Tour de classement                   |                 |    | Treizième place                      | Treizième place                      |
|  | Tour de classement                   | Tour de classement                   |                 |    | Treizième place                      | Treizième place                      |
|  |                                      |                                      |                 |    |                                      |                                      |
|  | 18 juin, Racecourse Ground à Wrexham | 18 juin, Racecourse Ground à Wrexham |                 |    | 21 juin, Racecourse Ground à Wrexham | 21 juin, Racecourse Ground à Wrexham |
|  | 18 juin, Racecourse Ground à Wrexham | 18 juin, Racecourse Ground à Wrexham |                 |    | 21 juin, Racecourse Ground à Wrexham | 21 juin, Racecourse Ground à Wrexham |
|  | Tonga -20                            | 17                                   |                 |    | 21 juin, Racecourse Ground à Wrexham | 21 juin, Racecourse Ground à Wrexham |
|  | Tonga -20                            | 17                                   |                 |    | 21 juin, Racecourse Ground à Wrexham | 21 juin, Racecourse Ground à Wrexham |
|  | Japon -20                            | 5                                    |                 |    | 21 juin, Racecourse Ground à Wrexham | 21 juin, Racecourse Ground à Wrexham |
|  | Japon -20                            | 5                                    | Tonga -20       | 28 |                                      |                                      |
|  | 18 juin, Racecourse Ground à Wrexham |                                      | Tonga -20       | 28 |                                      |                                      |
|  |                                      | Fidji -20                            | 20              |    |                                      |                                      |
|  | États-Unis -20                       | Fidji -20                            | 20              | 22 |                                      |                                      |
|  | États-Unis -20                       |                                      |                 | 22 |                                      |                                      |
|  | Fidji -20                            | 27                                   |                 |    |                                      |                                      |
|  | Fidji -20                            | 27                                   | Quinzième place |    |                                      |                                      |
|  |                                      |                                      |                 |    |                                      |                                      |
|  | 21 juin, Racecourse Ground à Wrexham |                                      |                 |    |                                      |                                      |
|  |                                      |                                      |                 |    |                                      |                                      |
|  | Japon -20                            | 44                                   |                 |    |                                      |                                      |
|  | Japon -20                            | 44                                   |                 |    |                                      |                                      |
|  | États-Unis -20                       | 8                                    |                 |    |                                      |                                      |
|  | États-Unis -20                       | 8                                    |                 |    |                                      |                                      |

##### Demi-finales de classement
| 18 juin 2008 | Tonga -20                                                                                          | 17 - 5 (5 - 5) | Japon -20                | Racecourse Ground, Wrexham Arbitre : James Leckie (en) |
| 18 juin 2008 | Essai(s) : 3 Hehea (35e), Molitika (77e), Tukufuka (ja) (80e+1) Transformation(s) : 1 Toke (80e+2) | Rapport        | Essai(s) : 1 Mikami (8e) | Racecourse Ground, Wrexham Arbitre : James Leckie (en) |
| 18 juin 2008 | | Rapport        |                          | Racecourse Ground, Wrexham Arbitre : James Leckie (en) |

| 18 juin 2008 | États-Unis -20 | 22 - 27 (8 - 12) | Fidji -20 | Racecourse Ground, Wrexham Arbitre : Taizo Hirabayashi |
| 18 juin 2008 | Essai(s) : 3 Pittman (en) (24e), Palamo (55e), de pénalité (80e+8) Transformation(s) : 2 Treacy (56e, 80e+9) Pénalité(s) : 1 Treacy (6e) | Rapport          | Essai(s) : 5 Levula (34e), Umu (40e+3), Kocoturaga (44e), Stewart (en) (68e), Saukuru (en) (73e) Transformation(s) : 1 Malai (40e+4) Carton(s) jaune(s) : 1 Qaranivalu (64e) | Racecourse Ground, Wrexham Arbitre : Taizo Hirabayashi |
| 18 juin 2008 | | Rapport          | | Racecourse Ground, Wrexham Arbitre : Taizo Hirabayashi |

##### Match pour la15eplace
| 21 juin 2008 | Japon -20 | 44 - 8 (19 - 3) | États-Unis -20                                                                              | Racecourse Ground, Wrexham Arbitre : James Bolabiu (en) |
| 21 juin 2008 | Essai(s) : 6 Havea (8e), Sasakura (en) (17e), Blackie (34e), Okubo (67e), Matsuda (73e), Natsui (75e) Transformation(s) : 4 Oshima (9e, 18e, 68e), Yamanaka (76e) Pénalité(s) : 1 Oshima (46e) Drop(s) : 1 Yoshida (51e) Carton(s) jaune(s) : 2 Leitch (8e), Arita (en) (64e) | Rapport         | Essai(s) : 1 Ebner (70e) Pénalité(s) : 1 Treacy (25e) Carton(s) jaune(s) : 1 Paganini (59e) | Racecourse Ground, Wrexham Arbitre : James Bolabiu (en) |
| 21 juin 2008 | | Rapport         |                                                                                             | Racecourse Ground, Wrexham Arbitre : James Bolabiu (en) |

##### Match pour la13eplace
| 21 juin 2008 | Tonga -20 | 28 - 20 (13 - 6) | Fidji -20 | Racecourse Ground, Wrexham Arbitre : Taizo Hirabayashi |
| 21 juin 2008 | Essai(s) : 4 Hehea (5e), Malupo (en) (30e), Takai (55e), Toke (65e) Transformation(s) : 1 Toke (66e) Pénalité(s) : 2 Toke (26e, 78e) | Rapport          | Essai(s) : 2 Kocoturaga (74e), Verenadavui (80e+5) Transformation(s) : 2 Malai (75e, 80e+6) Pénalité(s) : 2 Malai (11e, 20e) Carton(s) jaune(s) : 2 Qalomai (64e), Vakaloloma (73e) | Racecourse Ground, Wrexham Arbitre : Taizo Hirabayashi |
| 21 juin 2008 | | Rapport          | | Racecourse Ground, Wrexham Arbitre : Taizo Hirabayashi |

#### Classement 9 à 12
|  | Tour de classement                   | Tour de classement                   |               |    | Neuvième place                   | Neuvième place                   |
|  | Tour de classement                   | Tour de classement                   |               |    | Neuvième place                   | Neuvième place                   |
|  |                                      |                                      |               |    |                                  |                                  |
|  | 18 juin, Cardiff Arms Park à Cardiff | 18 juin, Cardiff Arms Park à Cardiff |               |    | 21 juin, Rodney Parade à Newport | 21 juin, Rodney Parade à Newport |
|  | 18 juin, Cardiff Arms Park à Cardiff | 18 juin, Cardiff Arms Park à Cardiff |               |    | 21 juin, Rodney Parade à Newport | 21 juin, Rodney Parade à Newport |
|  | Irlande -20                          | 9                                    |               |    | 21 juin, Rodney Parade à Newport | 21 juin, Rodney Parade à Newport |
|  | Irlande -20                          | 9                                    |               |    | 21 juin, Rodney Parade à Newport | 21 juin, Rodney Parade à Newport |
|  | Italie -20                           | 6                                    |               |    | 21 juin, Rodney Parade à Newport | 21 juin, Rodney Parade à Newport |
|  | Italie -20                           | 6                                    | Irlande -20   | 39 |                                  |                                  |
|  | 18 juin, Rodney Parade à Newport     |                                      | Irlande -20   | 39 |                                  |                                  |
|  |                                      | Écosse -20                           | 12            |    |                                  |                                  |
|  | Écosse -20                           | Écosse -20                           | 12            | 15 |                                  |                                  |
|  | Écosse -20                           |                                      |               | 15 |                                  |                                  |
|  | Canada -20                           | 10                                   |               |    |                                  |                                  |
|  | Canada -20                           | 10                                   | Onzième place |    |                                  |                                  |
|  |                                      |                                      |               |    |                                  |                                  |
|  | 21 juin, Cardiff Arms Park à Cardiff |                                      |               |    |                                  |                                  |
|  |                                      |                                      |               |    |                                  |                                  |
|  | Italie -20                           | 33                                   |               |    |                                  |                                  |
|  | Italie -20                           | 33                                   |               |    |                                  |                                  |
|  | Canada -20                           | 10                                   |               |    |                                  |                                  |
|  | Canada -20                           | 10                                   |               |    |                                  |                                  |

##### Demi-finales de classement
| 18 juin 2008 | Irlande -20                                 | 9 - 6 (3 - 3) (6 - 6) (6 - 6) | Italie -20                          | Cardiff Arms Park, Cardiff Arbitre : Tim Hayes |
| 18 juin 2008 | Pénalité(s) : 3 Porter (en) (4e, 48e, 100e) | Rapport                       | Pénalité(s) : 2 Bocchino (37e, 72e) | Cardiff Arms Park, Cardiff Arbitre : Tim Hayes |
| 18 juin 2008 |                                             | Rapport                       |                                     | Cardiff Arms Park, Cardiff Arbitre : Tim Hayes |

| 18 juin 2008 | Écosse -20                                                                                          | 15 - 10 (5 - 7) (10 - 10) (10 - 10) | Canada -20                                                                                 | Rodney Parade, Newport Arbitre : James Bolabiu (en) |
| 18 juin 2008 | Essai(s) : 3 McColl (en) (19e), Samson (en) (77e), Murray (96e) Carton(s) jaune(s) : 1 Samson (50e) | Rapport                             | Essai(s) : 1 Evans (9e) Transformation(s) : 1 Hirayama (10e) Pénalité(s) : 1 Hirayam (64e) | Rodney Parade, Newport Arbitre : James Bolabiu (en) |
| 18 juin 2008 | | Rapport                             |                                                                                            | Rodney Parade, Newport Arbitre : James Bolabiu (en) |

##### Match pour la11eplace
| 22 juin 2008 | Italie -20 | 33 - 10 (17 - 0) | Canada -20                                                                             | Cardiff Arms Park, Cardiff Arbitre : Tim Hayes |
| 22 juin 2008 | Essai(s) : 3 Bacchetti (17e), Cazzola (46e), D'Apice (75e) Pénalité(s) : 6 Bocchino (7e, 15e, 21e, 33e, 57e, 65e) | Rapport          | Essai(s) : 1 Trainor (61e) Transformation(s) : 1 Jawl (62e) Pénalité(s) : 1 Jawl (42e) | Cardiff Arms Park, Cardiff Arbitre : Tim Hayes |
| 22 juin 2008 | | Rapport          |                                                                                        | Cardiff Arms Park, Cardiff Arbitre : Tim Hayes |

##### Match pour la9eplace
| 22 juin 2008 | Irlande -20 | 39 - 12 (13 - 0) | Écosse -20 | Rodney Parade, Newport Arbitre : James Jones |
| 22 juin 2008 | Essai(s) : 5 Cochrane (40e+2, 78e), O'Malley (en) (47e), Kearney (65e, 72e) Transformation(s) : 4 Porter (en) (40e+3, 48e), Madigan (73e, 79e) Pénalité(s) : 2 Porter (5e, 11e) Carton(s) jaune(s) : 2 Entwistle (40e), Sandford (en) (68e) | Rapport          | Essai(s) : 2 Jackson (52e), Rose (69e) Transformation(s) : 1 Murray (70e) Carton(s) jaune(s) : 1 McKenzie (en) (56e) Carton(s) rouge(s) : 1 Bury (20e) | Rodney Parade, Newport Arbitre : James Jones |
| 22 juin 2008 | | Rapport          | | Rodney Parade, Newport Arbitre : James Jones |

#### Classement 5 à 8
|  | Tour de classement                 | Tour de classement                 |                |    | Cinquième place                      | Cinquième place                      |
|  | Tour de classement                 | Tour de classement                 |                |    | Cinquième place                      | Cinquième place                      |
|  |                                    |                                    |                |    |                                      |                                      |
|  | 18 juin, Liberty Stadium à Swansea | 18 juin, Liberty Stadium à Swansea |                |    | 21 juin, Cardiff Arms Park à Cardiff | 21 juin, Cardiff Arms Park à Cardiff |
|  | 18 juin, Liberty Stadium à Swansea | 18 juin, Liberty Stadium à Swansea |                |    | 21 juin, Cardiff Arms Park à Cardiff | 21 juin, Cardiff Arms Park à Cardiff |
|  | Argentine -20                      | 6                                  |                |    | 21 juin, Cardiff Arms Park à Cardiff | 21 juin, Cardiff Arms Park à Cardiff |
|  | Argentine -20                      | 6                                  |                |    | 21 juin, Cardiff Arms Park à Cardiff | 21 juin, Cardiff Arms Park à Cardiff |
|  | France -20                         | 30                                 |                |    | 21 juin, Cardiff Arms Park à Cardiff | 21 juin, Cardiff Arms Park à Cardiff |
|  | France -20                         | 30                                 | France -20     | 21 |                                      |                                      |
|  | 18 juin, Liberty Stadium à Swansea |                                    | France -20     | 21 |                                      |                                      |
|  |                                    | Australie -20                      | 42             |    |                                      |                                      |
|  | Samoa -20                          | Australie -20                      | 42             | 0  |                                      |                                      |
|  | Samoa -20                          |                                    |                | 0  |                                      |                                      |
|  | Australie -20                      | 32                                 |                |    |                                      |                                      |
|  | Australie -20                      | 32                                 | Septième place |    |                                      |                                      |
|  |                                    |                                    |                |    |                                      |                                      |
|  | 21 juin, Rodney Parade à Newport   |                                    |                |    |                                      |                                      |
|  |                                    |                                    |                |    |                                      |                                      |
|  | Argentine -20                      | 10                                 |                |    |                                      |                                      |
|  | Argentine -20                      | 10                                 |                |    |                                      |                                      |
|  | Samoa -20                          | 30                                 |                |    |                                      |                                      |
|  | Samoa -20                          | 30                                 |                |    |                                      |                                      |

##### Demi-finales de classement
| 18 juin 2008 | Argentine -20                                                               | 6 - 30 (6 - 10) | France -20 | Liberty Stadium, Swansea Arbitre : Chris Pollock |
| 18 juin 2008 | Pénalité(s) : 2 Madero (en) (25e, 36e) Carton(s) jaune(s) : 1 Tuculet (77e) | Rapport         | Essai(s) : 3 Chollon (5e), Rallier (79e), Chavancy (80e+2) Transformation(s) : 3 Dumora (6e), Belie (79e, 80e+3) Pénalité(s) : 3 Dumora (21e), Belie (62e, 77e) | Liberty Stadium, Swansea Arbitre : Chris Pollock |
| 18 juin 2008 |                                                                             | Rapport         | | Liberty Stadium, Swansea Arbitre : Chris Pollock |

| 18 juin 2008 | Samoa -20                               | 0 - 32 (0 - 10) | Australie -20 | Liberty Stadium, Swansea Arbitre : James Jones |
| 18 juin 2008 | Carton(s) jaune(s) : 1 Tupou (en) (31e) | Rapport         | Essai(s) : 4 de pénalité (31e), Kellam (61e), Daley (en) (64e), Nadolo (79e) Transformation(s) : 3 Cooper (32e, 62e, 65e) Pénalité(s) : 2 Cooper (5e, 51e) | Liberty Stadium, Swansea Arbitre : James Jones |
| 18 juin 2008 |                                         | Rapport         | | Liberty Stadium, Swansea Arbitre : James Jones |

##### Match pour la7eplace
| 22 juin 2008 | Argentine -20                                                                                   | 10 - 30 (7 - 10) | Samoa -20 | Rodney Parade, Newport Arbitre : James Leckie (en) |
| 22 juin 2008 | Essai(s) : 1 Salazar (16e) Transformation(s) : 1 Madero (en) (17e) Pénalité(s) : 1 Madero (43e) | Rapport          | Essai(s) : 5 Smith (39e), Aiono (57e), Tuilagi (64e), Masoe (79e), Paulino (en) (80e+4) Transformation(s) : 1 Sefo (40e) Pénalité(s) : 1 Sefo (24e) | Rodney Parade, Newport Arbitre : James Leckie (en) |
| 22 juin 2008 |                                                                                                 | Rapport          | | Rodney Parade, Newport Arbitre : James Leckie (en) |

##### Match pour la5eplace
| 22 juin 2008 | France -20                                                                                              | 21 - 42 (0 - 30) | Australie -20 | Cardiff Arms Park, Cardiff Arbitre : Philip Bosch |
| 22 juin 2008 | Essai(s) : 3 Madaule (49e), Chollon (57e), Bastareaud (72e) Transformation(s) : 3 Belie (50e, 58e, 72e) | Rapport          | Essai(s) : 6 Nadolo (5e, 28e, 36e), Sovala Futi (8e), Daley (en) (69e), Simmons (80e+4) Transformation(s) : 3 Cooper (5e, 9e), Palmer (80e+5) Pénalité(s) : 2 Cooper (1re, 23e) | Cardiff Arms Park, Cardiff Arbitre : Philip Bosch |
| 22 juin 2008 | | Rapport          | | Cardiff Arms Park, Cardiff Arbitre : Philip Bosch |

#### Classement 1 à 4
|  | Demi-finales                       | Demi-finales                     |                        |    | Finale                             | Finale                             |
|  | Demi-finales                       | Demi-finales                     |                        |    | Finale                             | Finale                             |
|  |                                    |                                  |                        |    |                                    |                                    |
|  | 18 juin, Rodney Parade à Newport   | 18 juin, Rodney Parade à Newport |                        |    | 22 juin, Liberty Stadium à Swansea | 22 juin, Liberty Stadium à Swansea |
|  | 18 juin, Rodney Parade à Newport   | 18 juin, Rodney Parade à Newport |                        |    | 22 juin, Liberty Stadium à Swansea | 22 juin, Liberty Stadium à Swansea |
|  | Nouvelle-Zélande -20               | 31                               |                        |    | 22 juin, Liberty Stadium à Swansea | 22 juin, Liberty Stadium à Swansea |
|  | Nouvelle-Zélande -20               | 31                               |                        |    | 22 juin, Liberty Stadium à Swansea | 22 juin, Liberty Stadium à Swansea |
|  | Pays de Galles -20                 | 6                                |                        |    | 22 juin, Liberty Stadium à Swansea | 22 juin, Liberty Stadium à Swansea |
|  | Pays de Galles -20                 | 6                                | Nouvelle-Zélande -20   | 38 |                                    |                                    |
|  | 18 juin, Arms Park à Cardiff       |                                  | Nouvelle-Zélande -20   | 38 |                                    |                                    |
|  |                                    | Angleterre -20                   | 3                      |    |                                    |                                    |
|  | Afrique du Sud -20                 | Angleterre -20                   | 3                      | 18 |                                    |                                    |
|  | Afrique du Sud -20                 |                                  |                        | 18 |                                    |                                    |
|  | Angleterre -20                     | 26                               |                        |    |                                    |                                    |
|  | Angleterre -20                     | 26                               | Match pour la 3e place |    |                                    |                                    |
|  |                                    |                                  |                        |    |                                    |                                    |
|  | 22 juin, Liberty Stadium à Swansea |                                  |                        |    |                                    |                                    |
|  |                                    |                                  |                        |    |                                    |                                    |
|  | Pays de Galles -20                 | 18                               |                        |    |                                    |                                    |
|  | Pays de Galles -20                 | 18                               |                        |    |                                    |                                    |
|  | Afrique du Sud -20                 | 43                               |                        |    |                                    |                                    |
|  | Afrique du Sud -20                 | 43                               |                        |    |                                    |                                    |

##### Demi-finales
| 18 juin 2008 19 h 15 | Nouvelle-Zélande -20 | 31 - 6 (10 - 6) | Pays de Galles -20                                                                | Rodney Parade, Newport Arbitre : Romain Poite |
| 18 juin 2008 19 h 15 | Essai(s) : 4 MacDonald (en) (8e), Fa'anunu (32e), Manu (57e), Maitland (75e) Transformation(s) : 1 Renata (en) (76e) Pénalité(s) : 3 Renata (45e, 55e, 74e) | Rapport         | Pénalité(s) : 2 Halfpenny (6e, 38e) Carton(s) jaune(s) : 1 Prosser (simple) (73e) | Rodney Parade, Newport Arbitre : Romain Poite |
| 18 juin 2008 19 h 15 | | Rapport         |                                                                                   | Rodney Parade, Newport Arbitre : Romain Poite |

| 18 juin 2008 19 h 15 | Angleterre -20 | 26 - 18 (15 - 15) | Afrique du Sud -20 | Cardiff Arms Park, Cardiff Arbitre : Peter Fitzgibbon (en) |
| 18 juin 2008 19 h 15 | Essai(s) : 3 Simpson (5e), Cato (en) (38e), Corbisiero (80e+2) Transformation(s) : 1 Goode (6e) Pénalité(s) : 3 Goode (20e, 43e, 69e) | Rapport           | Essai(s) : 2 van Velze (en) (21e), Afrika (24e) Transformation(s) : 1 Brummer (en) (25e) Pénalité(s) : 2 Brummer (16e, 76e) Carton(s) jaune(s) : 1 Kirsten (en) (40e) | Cardiff Arms Park, Cardiff Arbitre : Peter Fitzgibbon (en) |
| 18 juin 2008 19 h 15 | | Rapport           | | Cardiff Arms Park, Cardiff Arbitre : Peter Fitzgibbon (en) |

##### Match pour la3eplace
| 22 juin 2008 17 h | Pays de Galles -20 | 18 - 43 (6 - 26) | Afrique du Sud -20 | Liberty Stadium, Swansea Arbitre : Romain Poite |
| 22 juin 2008 17 h | Essai(s) : 2 Halfpenny (55e), Hobbs (en) (59e) Transformation(s) : 1 Halfpenny (60e) Pénalité(s) : 2 Halfpenny (5e, 25e) | Rapport          | Essai(s) : 7 Brummer (en) (13e), R. Ebersohn (19e), Mapoe (35e, 71e), Köster (en) (40e+3), Kirsten (en) (68e), S. Ebersohn (en) (80e+2) Transformation(s) : 4 Brummer (20e, 35e, 40e+3, 80e+3) Carton(s) jaune(s) : 2 Pietersen (56e), Hess (en) (76e) | Liberty Stadium, Swansea Arbitre : Romain Poite |
| 22 juin 2008 17 h | | Rapport          | | Liberty Stadium, Swansea Arbitre : Romain Poite |

##### Finale
L'équipe de Nouvelle-Zélande s'impose 38 à 3 contre l'Angleterre et remporte la première édition du Championnat du monde junior,.
| 22 juin 2008 19 h | Nouvelle-Zélande -20 | 38 - 3 (13 - 3) | Angleterre -20                                                 | Liberty Stadium, Swansea 8 537 spectateurs Arbitre : Peter Fitzgibbon (en) |
| 22 juin 2008 19 h | Essai(s) : 4 Poki (en) (17e), Willison (60e), Taylor (en) (80e+2), Crotty (80e+7) Transformation(s) : 3 Renata (en) (18e), Kirkpatrick (80e+4, 80e+8) Pénalité(s) : 4 Renata (5e, 46e, 52e), Kirkpatrick (40e+2) Carton(s) jaune(s) : 1 Smith (70e) | Rapport         | Pénalité(s) : 1 Goode (26e) Carton(s) rouge(s) : 1 Clark (72e) | Liberty Stadium, Swansea 8 537 spectateurs Arbitre : Peter Fitzgibbon (en) |
| 22 juin 2008 19 h | | Rapport         |                                                                | Liberty Stadium, Swansea 8 537 spectateurs Arbitre : Peter Fitzgibbon (en) |

| Nouvelle-Zélande -20 · Titulaires · 59e Trent Renata (en) 15 · 17e 77e Kade Poki (en) 14 · 60e Jackson Willison 13 · 80+7e Ryan Crotty 12 · Zac Guildford 11 · Daniel Kirkpatrick 10 · 59e Grayson Hart (en) 9 · Nasi Manu 8 · Luke Braid 7 · 74e Peter Saili 6 · 67e Sam Whitelock 5 · Chris Smith 4 · Ben Afeaki 3 · 75e Ash Dixon 2 · 74e Paea Fa'anunu 1 · Remplaçants · 75e Quentin MacDonald (en) 16 · 74e Rodney Ah You 17 · 67e Josh Townsend 18 · 74e Hugh Reed 19 · 59e 70e à 80e Aaron Smith 20 · 59e Sean Maitland 21 · 77e 80+2e Andre Taylor (en) 22 · Entraîneur · Russel Hilton-Jones · Dave Rennie |  |  |  | Angleterre -20 · Titulaires · 15 Noah Cato (en) · 14 Mark Odejobi (en) 76e · 13 Luke Eves (en) 61e · 12 Jordan Turner-Hall · 11 Miles Benjamin (en) · 10 Alex Goode · 9 Joe Simpson 46e · 8 Hugo Ellis (en) 65e · 7 Calum Clark 72e · 6 Jon Fisher (en) · 5 Gregor Gillanders 55e · 4 Ben Thomas · 3 Alex Corbisiero 55e · 2 Joe Gray 72e · 1 Nathan Catt (en) · Remplaçants · 16 Scott Freer (en) 72e · 17 Billy Moss 55e · 18 Scott Hobson (en) 55e · 19 Matthew Cox (en) 65e · 20 Ben Youngs 46e · 21 Rob Miller 61e · 22 Seb Stegmann 76e · Entraîneur · Mark Mapletoft · Nigel Redman |

### Classement final de 1 à 8
Le classement final de la compétition est le suivant :
1. Nouvelle-Zélande -20
2. Angleterre -20
3. Afrique du Sud -20
4. Pays de Galles -20
5. Australie -20
6. France -20
7. Samoa -20
8. Argentine -20
9. Irlande -20
10. Écosse -20
11. Italie -20
12. Canada -20
13. Tonga -20
14. Fidji -20
15. Japon -20
16. États-Unis -20

Les États-Unis sont derniers de la compétition et sont relégués en Trophée mondial à partir de l'édition 2009 (en).

## Récompenses et statistiques

### Meilleur joueur des moins de 20 ans de l'année
Le troisième ligne aile néo-zélandais, Luke Braid, est élu meilleur jeune joueur de l'année après ses bonnes performances durant la compétition et son titre de champion du monde junior.

### Meilleurs réalisateurs
Le demi d'ouverture ou centre sud-africain, Francois Brummer (en), est le meilleur réalisateur de la compétition avec 67 points, décomposés de trois essais marqués, 17 transformations, cinq pénalités et un drop inscrits.
| Rang | Joueur                | Équipe               | Poste                     | Points | Essais | Transf. | Pén. | Drops |
| ---- | --------------------- | -------------------- | ------------------------- | ------ | ------ | ------- | ---- | ----- |
| 1    | Francois Brummer (en) | Afrique du Sud -20   | Demi d'ouverture, centre  | 67     | 3      | 17      | 5    | 1     |
| 2    | Trent Renata (en)     | Nouvelle-Zélande -20 | Arrière, demi d'ouverture | 59     | 0      | 16      | 9    | 0     |
| 3    | Riccardo Bocchino     | Italie -20           | Demi d'ouverture          | 52     | 0      | 2       | 16   | 0     |
| -    | Leigh Halfpenny       | Pays de Galles -20   | Ailier                    | 52     | 3      | 8       | 7    | 0     |
| 5    | Mathieu Belie         | France -20           | Demi d'ouverture          | 48     | 0      | 12      | 7    | 1     |
| 6    | Quade Cooper          | Australie -20        | Demi d'ouverture          | 46     | 0      | 14      | 6    | 0     |
| -    | Sione Toke            | Tonga -20            | Demi d'ouverture, arrière | 46     | 1      | 4       | 11   | 0     |
| 8    | Ian Porter (en)       | Irlande -20          | Demi de mêlée             | 44     | 0      | 7       | 10   | 0     |
| 9    | Alex Goode            | Angleterre -20       | Demi d'ouverture          | 38     | 1      | 6       | 7    | 0     |
| 10   | Nemani Nadolo         | Australie -20        | Ailier                    | 35     | 7      | 0       | 0    | 0     |

### Meilleurs marqueurs
L'ailier australien, Nemani Nadolo, termine meilleur marqueur avec sept essais inscrits.
| Rang | Joueur                  | Équipe               | Poste          | Essais |
| ---- | ----------------------- | -------------------- | -------------- | ------ |
| 1    | Nemani Nadolo           | Australie -20        | Ailier         | 7      |
| 2    | Lionel Mapoe            | Afrique du Sud -20   | Ailier         | 5      |
| -    | Kade Poki (en)          | Nouvelle-Zélande -20 | Ailier, centre | 5      |
| -    | Junior Sovala Futi      | Australie -20        | Ailier         | 5      |
| -    | Andre Taylor (en)       | Nouvelle-Zélande -20 | Ailier         | 5      |
| 6    | Miles Benjamin (en)     | Angleterre -20       | Ailier         | 4      |
| -    | Chris Cochrane          | Irlande -20          | Ailier         | 4      |
| -    | Dane Haylett-Petty      | Australie -20        | Arrière        | 4      |
| -    | Joe Hill                | Nouvelle-Zélande -20 | Ailier         | 4      |
| -    | Pieter Janse van Vuuren | Afrique du Sud -20   | Talonneur      | 4      |
| -    | Sean Maitland           | Nouvelle-Zélande -20 | Ailier         | 4      |
| -    | Stefan Watermeyer (en)  | Afrique du Sud -20   | Centre         | 4      |

### Statistiques des équipes
Au total, 1985 points sont inscrits durant la compétition, dont 257 essais.
L'Afrique du Sud possède la meilleure attaque avec 257 points et 37 essais marqués.
Les champions du monde néo-zélandais gagnent leurs matchs par au moins 25 points d'écart durant le tournoi. Ils possèdent la deuxième meilleure attaque avec 242 points et 34 essais inscrits. De plus, ils ont également la meilleure défense avec seulement 28 points concédés, dont un seul essai, en cinq matchs.